# Heinz Sielmann
Heinz Sielmann (2 de junio de 1917 en Rheydt [actual Mönchengladbach], Alemania - 6 de octubre de 2006 en Múnich) fue un fotógrafo de vida silvestre, biólogo, zoólogo y director alemán de documentales.

## Vida
Su primera película, en 1938, fue una película muda sobre la vida de las aves en Prusia Oriental y Memelland. El trabajo adicional fue interrumpido por la Segunda Guerra Mundial. Inicialmente estuvo destinado en Poznań (luego "Posen") ocupado, como instructor en una unidad de entrenamiento de radiocomunicación de la Luftwaffe. Sielmann obtuvo una licenciatura en Biología y se especializó en Zoología, en 1940, en la Universidad de Posen, en ese momento una Universidad germanizada. Fue allí donde conoció a Joseph Beuys, que fue su aprendiz, y ambos asistieron a conferencias en Biología y Zoología. Más tarde, estuvo destinado en Creta, donde pudo trabajar cinematográficamente. Después de un tiempo como prisionero de guerra en El Cairo y Londres, comenzó a editar el material de Creta en Londres para un documental en tres partes.

## Carrera
Después de la guerra, comenzó un trabajo ampliamente reconocido para el Educational Film Institute de la República Federal de Alemania. Su largometraje sobre pájaros carpinteros, Carpinteros del bosque (Zimmerleute des Waldes, 1954, título en el Reino Unido: pájaro carpintero) fue un gran éxito en el Reino Unido cuando fue transmitido por la BBC a instancias de David Attenborough. 
Su trabajo incluye películas galardonadas como Lords of the Forest (mejor conocido en los EE. UU. Bajo el título Masters of the Congo Jungle) (1959), la versión en inglés narrada por Orson Welles, Galápagos - Dream Island in the Pacific (1962), Vanishing Wilderness (1973) y El misterio del comportamiento animal.
Todas estas películas se convirtieron en éxitos mundiales. Durante la colaboración en algunos documentales de la vida silvestre de National Geographic a finales de 1960 conoció a Walon Green con quien trabajó como fotógrafo adicional en el documental ganador de un Oscar The Hellstrom Chronicle sobre insectos en 1971. Fue galardonado con la Medalla Cherry Kearton de la Royal Geographical Society y Premio en 1973. [2] Sielmann también fue el director de fotografía en el documental de vida salvaje estadounidense, Birds do it ..., Bees do it ... en 1974. Su reputación le ganó una mención en el episodio de Monty Python Flying Circus de 1974, Blood, Devastation, Death, War y Horror.
En 1994 fundó la Heinz Sielmann-Stiftung a Duderstadt, que reintrodujo exitosamente castores y nutrias en Alemania. Otro objetivo de esta fundación es concienciar a los niños sobre la conservación de la naturaleza.
El primer trabajo de televisión para la televisión alemana comenzó en 1956 y su serie Expeditionen ins Tierreich (Expediciones al Reino Animal), transmitida en la televisión nacional alemana de 1965 a 1991 en 152 entregas, lo convirtió en un nombre familiar.

## Premios y distinciones
Festival Internacional de Cine de Berlín
| Año  | Categoría                             | Película               | Resultado |
| ---- | ------------------------------------- | ---------------------- | --------- |
| 1955 | Pequeña medalla de oro (Cortometraje) | Zimmerleute des Waldes | Ganador   |